# Kermia melanoxytum
Kermia melanoxytum é uma espécie de gastrópode do gênero Kermia, pertencente a família Raphitomidae.